# Carlos Ascues
Carlos Antonio Ascues Ávila (Caracas, Venezuela, 6 de mayo de 1992) es un futbolista peruano nacido en Venezuela. Juega como mediocentro y su equipo actual es el Alianza Universidad de Huánuco de la Liga 1 de Perú.

## Trayectoria
Carlos Ascues nació en Caracas. Hijo de padres peruanos, vivió en la capital venezolana durante sus primeros 10 años de vida, donde jugó en las categorías inferiores del Caracas FC. Luego se trasladó a Lima junto a su familia. Ya en la capital peruana, se probó en las filas del club Alianza Lima, pasó a integrar las divisiones menores.
Se ha destacado por ser un jugador versátil, a lo largo de su carrera ha ocupado prácticamente todas las posiciones en el centro de la cancha. En sus inicios, y posteriormente en la selección bajo las órdenes de Ricardo Gareca, ocupó la demarcación de back central, y conforme fue progresando también fue ocupando posiciones más adelantadas en la cancha como mediocentro defensivo y mediocentro, siendo esta última su posición principal. Bajo las órdenes de Pablo Bengoechea, tanto en la selección peruana como en alianza lima, llegó a ocupar las posiciones de mediapunta y delantero centro en ocasiones debido a su capacidad goleadora. Volvió a ocupar la posición de delantero centro en el 2020 durante su última etapa en Alianza Lima.

### Alianza Lima
En Alianza Lima, en la temporada 2010, se dio a conocer en el fútbol jugando la primera edición del Torneo de Promoción y Reserva con Alianza. Sus buenas actuaciones le valieron su llamado a la selección peruana Sub-20. Al año siguiente, siguió jugando en el equipo reservista, aunque en algunas ocasiones alternó en el equipo principal. Su debut en Primera División se produjo el 15 de mayo de 2011. Aquel día, por la fecha 13 del Campeonato Descentralizado, ingresó al terreno de juego en los últimos minutos del partido en el que Alianza Lima derrotó de visita a Sport Huancayo por 0-2. Jugó también la Copa Libertadores 2012.

### Benfica
El Benfica; el 10 de agosto de 2012, se confirmó su transferencia al Benfica de Portugal, el cual compró el 80% del pase, dejándole a Alianza el porcentaje restante para una venta futura. Se sumó al Benfica "B", la reserva del plantel principal, que inició su participación en la Liga de Honra en la temporada 2012/13. De esta forma, Ascues se convirtió en el cuarto peruano de esa década en militar en Portugal junto a Paolo Hurtado, Alberto Rodríguez y André Carrillo. Sumó un total de 22 apariciones, iniciando en 21 ocasiones como titular a lo largo del torneo.

### Panetolikos
En Panetolikos; el 21 de agosto de 2013, se confirma su cesión al Panetolikos de la Super Liga de Grecia para toda la temporada 2013/14. El 26 de septiembre, debutó oficialmente en un partido de la Copa de Grecia ante el Kerkyra, sustituyendo en el entretiempo a Michalis Bakakis. El encuentro finalizó 1-0 a favor del Panetolikos. 

### Universidad San Martín
En la Universidad de San Martín; en 2014 se confirma el regreso de Ascues a Perú donde jugará en la San Martín por el Torneo del Inca, donde marcó un gol. durante el Torneo Clausura lo pusieron de centrocampista donde rindió bien. Además llegó a debutar en la selección peruana.
Tuvo una buena temporada pero su equipo casi se va al descenso.

### Melgar
En FBC Melgar; el 3 de febrero de 2015, el cuadro arequipeño anuncia su fichaje por 2 años con opción de dejarlo libre cuando llegara una oferta del extranjero, siendo convocado a la selección peruana para la Copa América.

### VfL Wolfsburgo y retorno a Melgar
El 23 de julio de 2015 se confirmó su traspaso al club alemán por 1.5 millones de euros, firmando un contrato de 4 años con los Lobos hasta 30 de junio de 2019, quien vestirá la camiseta número 6.Jugó al lado de Bruno Henrique, Ivan Perisic, Julian Draxler, Kevin De Bruyne, Mario Gomez, además de compartir la defensa con los brasileños Naldo y Dante.
Sin oportunidades en el equipo alemán y con sólo un partido en su haber, Ascues retornó al Melgar en calidad de préstamo para jugar la Copa Libertadores.

### Retorno a Alianza Lima
El 30 de agosto de 2017 se anunció su retorno al Alianza Lima, en calidad de préstamo. En Alianza logra el campeonato nacional número 23 para su club siendo pieza clave en la recta final del torneo con 4 goles en 10 partidos.

### Orlando City
A mediados de 2018, Ascues fichó por el Orlando City de la Major League Soccer lo que resta del año. Renovó vínculos con el club en 2019. Sin embargo no reunió las expectativas y decidió volver al Perú. Compartió la defensa con zaga central con el senegalés Lamine Sané. Además de compartir el equipo con el portugués Nani.

### Retorno nuevamente a Alianza Lima
El 9 de enero de 2020, El Patrón llegó nuevamente a Club Alianza Lima como refuerzo estrella, puesto que su contrato señaló que embolsaría unos 20 mil dólares por mes, además se le dio la cinta de capitán. Asimismo, a diferencia de otras temporadas en esta tendría un rol mucho más ofensivo jugando en las posiciones de enganche o delantero centro.

### Alianza Atlético de Sullana
Sería presentado en marzo para afrontar la  Primera División del Perú  allí se rencontró con sus compañeros Rinaldo Cruzado y Alberto Rodríguez (futbolista peruano) que también ficharon por el club luego de descender con Club Alianza Lima. Disputaría 17 partidos marcando 2 goles y 1 asistencia .

### Universidad César Vallejo
En diciembre del 2021 fue anunciado como refuerzo de la Universidad César Vallejo para disputar la Primera División del Perú y la Copa Libertadores durante el año 2022. En el 2024 el club acabó en el puesto 17 de la tabla de la Liga 1 2024 al final de la temporada, por lo que terminó descendiendo a la Liga 2, acumulando su segundo descenso.

## Selección nacional

### Selección Sub-20
Fue capitán de la selección peruana que participó en el Campeonato Sudamericano Sub-20 de 2011 realizado en el Perú.
| Torneo                      | Sede | Resultado    | Partidos | Goles |
| --------------------------- | ---- | ------------ | -------- | ----- |
| Sudamericano Sub-20 de 2011 | Perú | Primera fase | 3        | 0     |

### Selección absoluta
Debutó en el seleccionado mayor el 6 de agosto de 2014 marcando un doblete en la victoria de 3-0 ante la Selección de Panamá.
Jugó un amistoso contra Irak disputado en Dubái; Perú salió victorioso por 2-0. Fue nuevamente citado para la derrota por 3-0 ante Chile en Valparaíso.
Repitió un doblete contra Paraguay el 19 de noviembre, ganándose así el apelativo de "El patrón" en alusión al exmediocampista de la selección peruana José Velásquez.
Anotó nuevamente en un amistoso ante Guatemala jugado en Matute y finalizado 1-0 con gol del antes mencionado . 
El 25 de mayo de 2015 fue convocado para disputar la Copa América 2015 realizada en Chile. 
Jugó el partido amistoso previa la Copa con un empate ante México . Perú en el 2.º puesto del Grupo C, que compartió con las selecciones de Brasil, Colombia y Venezuela donde jugó de defensa y tuvo buena actuación. En la fase de cuartos de final se enfrentó a la selección de Bolivia derrotándolo 3-1 así consiguiendo la clasificación para las semifinales. En semifinales Perú fue eliminada por la anfitriona Chile al caer 2-1 en un partido que Perú se quedó con 10 hombres desde el minuto 20' tras la expulsión de Carlos Zambrano por doble amarilla. Por el tercer lugar Perú derrotó 2-0 a Paraguay, fue disputada el viernes 3 de julio de 2015, en el estadio Bicentenario Alcaldesa Ester Roa Rebolledo de la ciudad de Concepción, Ascues fue titular en los seis partidos que Perú disputó en la copa.
Jugó los dos amistosos jugados en Estados Unidos; un empate a 1 ante Colombia y una derrota por 2-1 ante Estados Unidos en la que Ascues hizo un penal.
Fue convocado para la primera fecha doble de Eliminatorias Conmebol a Rusia 2018 en octubre de 2015. Comenzó el camino perdiendo por 2-0 ante Colombia en Barranquilla. Su segundo partido fue ante Chile en una derrota por 4-3, Perú jugó con 10 casi todo el partido; Carlos fue titular en ambos encuentros.

#### Participaciones en Copa América
| Torneo            | Sede  | Resultado    | Partidos | Goles |
| ----------------- | ----- | ------------ | -------- | ----- |
| Copa América 2015 | Chile | Tercer lugar | 6        | 0     |

#### Partidos con la selección absoluta
| \| PJ \| Fecha \| Ciudad \| Local \| Resultado \| Visitante \| Competición \| Goles \| \| --- \| ---------- \| ---------------- \| -------------- \| --------- \| --------- \| ------------------------ \| ----- \| \| 1. \| 6-8-2014 \| Lima \| Perú \| 3-0 \| Panamá \| Amistoso \| 2 \| \| 2. \| 4-9-2014 \| Dubái \| Irak \| 0–2 \| Perú \| Amistoso \| - \| \| 3. \| 10-10-2014 \| Valparaíso \| Chile \| 3–0 \| Perú \| Amistoso \| - \| \| 4. \| 14-10-2014 \| Lima \| Perú \| 1–0 \| Guatemala \| Amistoso \| 1 \| \| 5. \| 14-11-2014 \| Luque \| Paraguay \| 2–1 \| Perú \| Amistoso \| - \| \| 6. \| 18-11-2014 \| Lima \| Perú \| 2-1 \| Paraguay \| Amistoso \| 2 \| \| 7. \| 3-6-2015 \| Lima \| Perú \| 1-1 \| México \| Amistoso \| - \| \| 8. \| 14-6-2015 \| Temuco \| Brasil \| 2-1 \| Perú \| Copa América 2015 \| - \| \| 9. \| 18-6-2015 \| Valparaíso \| Perú \| 1–0 \| Venezuela \| Copa América 2015 \| - \| \| 10. \| 21-6-2015 \| Temuco \| Colombia \| 0–0 \| Perú \| Copa América 2015 \| - \| \| 11. \| 25-6-2015 \| Temuco \| Bolivia \| 1–3 \| Perú \| Copa América 2015 \| - \| \| 12. \| 29-6-2015 \| Santiago \| Chile \| 2–1 \| Perú \| Copa América 2015 \| - \| \| 13. \| 3-7-2015 \| Concepción \| Perú \| 2–0 \| Paraguay \| Copa América 2015 \| - \| \| 14. \| 4-9-2015 \| Washington D. C. \| Estados Unidos \| 2–1 \| Perú \| Amistoso \| - \| \| 15. \| 8-9-2015 \| Nueva Jersey \| Colombia \| 1–1 \| Perú \| Amistoso \| - \| \| 16. \| 8-10-2015 \| Barranquilla \| Colombia \| 2–0 \| Perú \| Eliminatorias Rusia 2018 \| - \| \| 17. \| 13-10-2015 \| Lima \| Perú \| 3–4 \| Chile \| Eliminatorias Rusia 2018 \| - \| \| 18. \| 13-11-2015 \| Lima \| Perú \| 1–0 \| Paraguay \| Eliminatorias Rusia 2018 \| - \| \| 19. \| 17-11-2015 \| Salvador \| Brasil \| 3–0 \| Perú \| Eliminatorias Rusia 2018 \| - \| \| 20. \| 24-3-2016 \| Lima \| Perú \| 2–2 \| Venezuela \| Eliminatorias Rusia 2018 \| - \| \| 21. \| 29-3-2016 \| Montevideo \| Uruguay \| 1–0 \| Perú \| Eliminatorias Rusia 2018 \| - \| |            |                  |                |           |           |                          |       |
| PJ | Fecha      | Ciudad           | Local          | Resultado | Visitante | Competición              | Goles |
| 1. | 6-8-2014   | Lima             | Perú           | 3-0       | Panamá    | Amistoso                 | 2     |
| 2. | 4-9-2014   | Dubái            | Irak           | 0–2       | Perú      | Amistoso                 | -     |
| 3. | 10-10-2014 | Valparaíso       | Chile          | 3–0       | Perú      | Amistoso                 | -     |
| 4. | 14-10-2014 | Lima             | Perú           | 1–0       | Guatemala | Amistoso                 | 1     |
| 5. | 14-11-2014 | Luque            | Paraguay       | 2–1       | Perú      | Amistoso                 | -     |
| 6. | 18-11-2014 | Lima             | Perú           | 2-1       | Paraguay  | Amistoso                 | 2     |
| 7. | 3-6-2015   | Lima             | Perú           | 1-1       | México    | Amistoso                 | -     |
| 8. | 14-6-2015  | Temuco           | Brasil         | 2-1       | Perú      | Copa América 2015        | -     |
| 9. | 18-6-2015  | Valparaíso       | Perú           | 1–0       | Venezuela | Copa América 2015        | -     |
| 10. | 21-6-2015  | Temuco           | Colombia       | 0–0       | Perú      | Copa América 2015        | -     |
| 11. | 25-6-2015  | Temuco           | Bolivia        | 1–3       | Perú      | Copa América 2015        | -     |
| 12. | 29-6-2015  | Santiago         | Chile          | 2–1       | Perú      | Copa América 2015        | -     |
| 13. | 3-7-2015   | Concepción       | Perú           | 2–0       | Paraguay  | Copa América 2015        | -     |
| 14. | 4-9-2015   | Washington D. C. | Estados Unidos | 2–1       | Perú      | Amistoso                 | -     |
| 15. | 8-9-2015   | Nueva Jersey     | Colombia       | 1–1       | Perú      | Amistoso                 | -     |
| 16. | 8-10-2015  | Barranquilla     | Colombia       | 2–0       | Perú      | Eliminatorias Rusia 2018 | -     |
| 17. | 13-10-2015 | Lima             | Perú           | 3–4       | Chile     | Eliminatorias Rusia 2018 | -     |
| 18. | 13-11-2015 | Lima             | Perú           | 1–0       | Paraguay  | Eliminatorias Rusia 2018 | -     |
| 19. | 17-11-2015 | Salvador         | Brasil         | 3–0       | Perú      | Eliminatorias Rusia 2018 | -     |
| 20. | 24-3-2016  | Lima             | Perú           | 2–2       | Venezuela | Eliminatorias Rusia 2018 | -     |
| 21. | 29-3-2016  | Montevideo       | Uruguay        | 1–0       | Perú      | Eliminatorias Rusia 2018 | -     |

## Clubes y estadísticas
Actualizado el 7 de marzo de 2024.
| Alianza Lima · Perú | 1.ª           | 2011          | 5   | 0  | —  | — | —  | — | 5   | 0  |  |
| Alianza Lima · Perú | 1.ª           | 2012          | 17  | 1  | —  | — | 5  | 0 | 22  | 1  |  |
| Alianza Lima · Perú | 1.ª           | 2017          | 10  | 4  | —  | — | 0  | 0 | 10  | 4  |  |
| Alianza Lima · Perú | 1.ª           | 2018          | 13  | 2  | —  | — | 1  | 0 | 14  | 2  |  |
| Alianza Lima · Perú | 1.ª           | 2020          | 24  | 3  | —  | — | 3  | 0 | 27  | 3  |  |
| Alianza Lima · Perú | Total         | Total         | 69  | 10 | —  | — | 9  | 0 | 78  | 10 |  |
| Benfica Portugal | 1.ª           | 2012-13       | 0   | 0  | —  | — | —  | — | 0   | 0  |  |
| Benfica Portugal | Total         | Total         | 0   | 0  | —  | — | —  | — | 0   | 0  |  |
| Benfica B Portugal | 2.ª           | 2012/13       | 22  | 0  | —  | — | —  | — | 22  | 0  |  |
| Benfica B Portugal | Total         | Total         | 22  | 0  | —  | — | —  | — | 22  | 0  |  |
| Panetolikos · Grecia | 1.ª           | 2013-14       | —   | —  | 1  | 0 | —  | — | 1   | 0  |  |
| Panetolikos · Grecia | Total         | Total         | —   | —  | 1  | 0 | —  | — | 1   | 0  |  |
| Universidad San Martín · Perú | 1.ª           | 2014          | 19  | 1  | 15 | 1 | —  | — | 34  | 2  |  |
| Universidad San Martín · Perú | Total         | Total         | 19  | 1  | 15 | 1 | —  | — | 34  | 2  |  |
| FBC Melgar · Perú | 1.ª           | 2015          | 6   | 0  | 8  | 0 | —  | — | 14  | 0  |  |
| FBC Melgar · Perú | 1.ª           | 2017          | 21  | 0  | —  | — | 5  | 0 | 26  | 0  |  |
| FBC Melgar · Perú | Total         | Total         | 27  | 0  | 8  | 0 | 5  | 0 | 40  | 0  |  |
| Wolfsburgo · Alemania | 1.ª           | 2015-16       | 1   | 0  | 0  | 0 | 0  | 0 | 1   | 0  |  |
| Wolfsburgo · Alemania | 1.ª           | 2016-17       | 0   | 0  | 1  | 0 | 0  | 0 | 1   | 0  |  |
| Wolfsburgo · Alemania | Total         | Total         | 1   | 0  | 1  | 0 | 0  | 0 | 2   | 0  |  |
| Orlando City Estados Unidos | 1.ª           | 2018          | 14  | 0  | 0  | 0 | —  | — | 14  | 0  |  |
| Orlando City Estados Unidos | 1.ª           | 2019          | 17  | 1  | 2  | 0 | —  | — | 19  | 1  |  |
| Orlando City Estados Unidos | Total         | Total         | 31  | 1  | 2  | 0 | —  | — | 33  | 1  |  |
| Alianza Atlético · Perú | 1.ª           | 2021          | 17  | 2  | 2  | 0 | —  | — | 19  | 2  |  |
| Alianza Atlético · Perú | Total         | Total         | 17  | 2  | 2  | 0 | —  | — | 19  | 2  |  |
| Universidad César Vallejo · Perú | 1.ª           | 2022          | 31  | 0  | —  | — | 2  | 0 | 33  | 0  |  |
| Universidad César Vallejo · Perú | 1.ª           | 2023          | 29  | 0  | —  | — | 7  | 0 | 35  | 0  |  |
| Universidad César Vallejo · Perú | 1.ª           | 2024          | 28  | 1  | —  | — | 4  | 0 | 32  | 1  |  |
| Universidad César Vallejo · Perú | Total         | Total         | 88  | 1  | 0  | 0 | 13 | 0 | 101 | 1  |  |
| Total carrera | Total carrera | Total carrera | 274 | 15 | 29 | 1 | 27 | 0 | 330 | 15 |  |
| (1)Incluye datos de la Copa de Grecia, Copa Inca, Copa de Alemania y Copa Bicentenario. (2)Incluye datos de la Copa Libertadores y Champions League. |               |               |     |    |    |   |    |   |     |    |  |

## Palmarés

### Campeonatos nacionales
| Título                    | Club            | País     | Año  |
| ------------------------- | --------------- | -------- | ---- |
| Torneo de Reservas        | Alianza Lima    | Perú     | 2011 |
| Supercopa de Alemania     | Wolfsburgo      | Alemania | 2015 |
| Primera División del Perú | F. B. C. Melgar | Perú     | 2015 |
| Primera División del Perú | Alianza Lima    | Perú     | 2017 |

### Torneos cortos
| Título           | Club            | País | Año  |
| ---------------- | --------------- | ---- | ---- |
| Torneo de Verano | F. B. C. Melgar | Perú | 2017 |
| Torneo Clausura  | Alianza Lima    | Perú | 2017 |